# Radionerva collecta
Radionerva collecta is een vlinder uit de familie tastermotten (Gelechiidae). De wetenschappelijke naam van deze soort is voor het eerst geldig gepubliceerd in 1921 door Edward Meyrick als Apatetris collecta. Antonius Johannes Theodorus Janse verzamelde ze in  Rhodesië (tegenwoordig Zimbabwe).
Janse duidde deze soort in 1951 aan als typesoort van het nieuwe geslacht Radionerva.
De soort komt voor in tropisch Afrika.